# Euaspis aequicarinata
Euaspis aequicarinata är en biart som beskrevs av Pasteels 1980. Euaspis aequicarinata ingår i släktet Euaspis och familjen buksamlarbin. Inga underarter finns listade i Catalogue of Life.